# Martín Emilio Rodríguez
Rodríguez  Gutiérrez est un nom espagnol. Le premier nom de famille, en général paternel, est Rodríguez ; le second, en général maternel, souvent omis, est Gutiérrez.
Pour les articles homonymes, voir Martin Rodriguez.
Martín Emilio Cochise Rodríguez Gutiérrez est né à Medellín (département d'Antioquia), le 14 avril 1942. C'est un coureur cycliste professionnel colombien des années 1960 - 1970. Il fut détenteur du record du monde de l'heure amateur pendant neuf ans.

## Repères biographiques

### Vie privée
Martín Emilio Rodríguez naît le 14 avril 1942 à Guayabal, un barrio de Medellín, dans le département d'Antioquia en Colombie, près de l'Aéroport Enrique Olaya Herrera (en).
Il est l'oncle de Dubán Ramírez.

### Carrière sportive
Aujourd'hui encore, il jouit d'une très grande renommée dans son pays. Le vélodrome de Medellín, où s'est déroulé le championnat panaméricain de cyclisme sur piste 2011, porte son nom. Toutefois tout le monde le connait comme Cochise Rodríguez, c'est ainsi qu'il a décidé d'insérer son surnom dans son patronyme. Il s'appelle donc légalement Martín Emilio Cochise Rodríguez Gutiérrez.
Il est ou était détenteur de nombreux records. Ainsi, jusqu'en 2010 et la XXIe édition des Jeux d'Amérique centrale et des Caraïbes, il était le recordman des titres obtenus en cyclisme à ces Jeux, avec six médailles d'or.
Le 10 novembre 1968, à Montevideo, Martín Emilio Rodríguez dispute la course en ligne amateur des mondiaux. Avec trois coureurs (Vittorio Marcelli, Luiz Carlos Flores et Erik Pettersson), il s'échappe au 66e km. Plus de cent trente kilomètres plus loin, les quatre se disputent le podium de l'épreuve. Victime d'une crampe à cent mètres de la ligne, il ne peut faire mieux que quatrième.
Le 7 octobre 1970, sur le vélodrome Agustín Melgar (en) de Mexico, Martín Emilio Rodríguez bat le record du monde de l'heure amateur, établi, un an auparavant, par le Danois Mogens Frey sur la même piste (développant 333,33 mètres). En réalisant 47,553 24 kilomètres, Cochise retranche 39,45 mètres à la précédente marque mondiale. Sous la direction de son entraîneur italien Claudio Costa, Rodríguez respecte son tableau de marche. Son retard sur les temps de passage de Mogens Frey oscille entre une et trois secondes jusqu'au vingt-cinquième kilomètre où le Colombien perd soudainement son rythme pour arriver au trentième kilomètre avec un retard de 9 s 8 sur le Danois. Informé par son entraîneur, Martín Emilio inverse la tendance et au quarantième kilomètre, il n'a plus que huit dixièmes de retard sur Mogens. Au temps de passage du quarante-cinquième kilomètre, le Latino-américain est désormais en avance de 3 s 2. Un peu plus de trois minutes plus tard, il devient le premier Colombien à détenir un record du monde,.
Il est le premier Colombien à avoir remporté une victoire d'étape sur un Grand Tour (victoire à Forte dei Marmi sur le Tour d'Italie 1973). La même année, associé à Felice Gimondi, il remporte le Trophée Baracchi devançant la paire Davide Boifava - Gösta Pettersson de 2 min 38 s. Dans l'édition 1974, en duo cette fois avec Gösta Pettersson, il s'incline derrière les duettistes Francesco Moser - Roy Schuiten.

## Équipes
- Amateurs :
  - 1962 :  Sélection d'Antioquia et Wrangler Blue Bell
  - 1963 :  Sélection d'Antioquia et Wrangler Blue Bell
  - 1964 :  Sélection d'Antioquia
  - 1965 :  Sélection d'Antioquia et Blue Bell Caribú
  - 1966 :  Sélection d'Antioquia et Blue Bell Caribú
  - 1967 :  Sélection d'Antioquia et Wrangler Caribú
  - 1968 :  Wrangler Caribú
  - 1969 :  Wrangler Caribú
  - 1970 :  Wrangler Caribú
  - 1971 :  Wrangler Caribú
  - 1972 :  Sélection d'Antioquia et Caribú
- Professionnelles[10] :
  - 1972 :  Salvarani
  - 1973 :  Bianchi - Campagnolo
  - 1974 :  Bianchi - Campagnolo
  - 1975 :  Bianchi - Campagnolo
- Amateurs :
  - 1976 :  Castalia
  - 1979 :  Piles Varta

## Palmarès sur route
- Tour d'Italie
  - 2 victoires d'étape en 1973 et en 1975.
- Tour de Colombie
  - 1er au classement général en 1963.
  - 1er au classement général en 1964.
  - 1er au classement général en 1966.
  - 1er au classement général en 1967.
  - 3 fois sur le podium (2e en 1962, en 1965 et en 1969)[11].
  - 39 victoires d'étape[12].
- Clásico RCN
  - 1er au classement général en 1963.
  - 1 fois sur le podium (3e en 1972)[13].
  - 10 victoires d'étape en 1962, 1963, 1967[14], 1971, 1972, 1976 et 1979[15].
- Tour du Táchira
  - 1er au classement général en 1966.
  - 1er au classement général en 1968.
  - 1er au classement général en 1971.
- Trophée Baracchi
  - Vainqueur en 1973, avec Felice Gimondi.
  - 1 fois sur le podium (2e en 1974), avec Gösta Pettersson.
- GP de Camaiore
  - Vainqueur en 1973.
- Grand Prix du canton d'Argovie
  - 1 fois sur le podium (3e en 1974).
- Tour des Marches
  - Vainqueur en 1974.
- Grand Prix de Forli
  - 3e en 1974

## Résultats sur lesgrands tours

### Tour de France
1 participation.
- 1975: 27e du classement général.

### Tour d'Italie
3 participations.
- 1973: 41e du classement général et victoire dans la 15e étape.
- 1974: 18e du classement général.
- 1975: 33e du classement général et victoire dans la 19e étape.

### Tour d'Espagne
Aucune participation.

## Résultats sur les championnats

### Jeux olympiques
| Course en ligne 2 participations. - 1964 : 45e au classement final. - 1968 : 9e au classement final. | Poursuite individuelle 2 participations. - 1964 : 14e temps des participants (éliminé au tour qualificatif). - 1968 : 9e temps des participants (éliminé au tour qualificatif). Il n'y a seulement que huit qualifiés lors de ces tours éliminatoires. Poursuite par équipes 1 participation. - 1968 : 16e temps des participants (éliminé au tour qualificatif). Il n'y a seulement que huit équipes qualifiées lors du tour éliminatoire. |

### Jeux panaméricains

#### Piste
2 participations.
- Winnipeg 1967
  -  Médaillé d'or de la poursuite individuelle.
- Cali 1971
  -  Médaillé d'or de la poursuite individuelle.
  -  Médaillé d'or de la poursuite par équipes[22].

### Championnats du monde professionnels
| Course en ligne 3 participations. - 1973 : 15e au classement final. - 1974 : 11e au classement final. - 1975 : 19e au classement final. | Poursuite individuelle 2 participations. - 1972 : 5e au classement final. - 1973 : 8e au classement final. |

### Championnats du monde amateurs
| Course en ligne 3 participations. - Montevideo 1968 : 4e au classement final. - Leicester 1970 : 52e au classement final. - Mendrisio 1971 : 71e au classement final. | Poursuite individuelle 4 participations. - Saint-Sébastien 1965 : 4e au classement final. - Montevideo 1968 : 5e au classement final. - Leicester 1970 : 5e au classement final. - Varèse 1971 : Champion du monde. |

### Jeux d'Amérique centrale et des Caraïbes
| Course en ligne - San Juan 1966 : Vainqueur de l'épreuve. Course en ligne par équipes - Kingston 1962 : 2e au classement final. - San Juan 1966 : Vainqueur de l'épreuve. 100 km par équipes - Panama 1970 : Vainqueur de l'épreuve. | Poursuite individuelle - Kingston 1962 : Vainqueur de l'épreuve. - Panama 1970 : Vainqueur de l'épreuve. Poursuite par équipes - Panama 1970 : Vainqueur de l'épreuve. |